# 司法警察員面前調書
司法警察員面前調書（しほうけいさついんめんぜんちょうしょ）とは、刑事事件において司法警察員の面前における供述を録取した書面をいう。員面調書、KS（keisatsukanとstatementからの造語）、3号書面（刑事訴訟法第321条第1項第3号によって、公判において証拠として提出される可能性があることから）などともいう。以下、「員面調書」と記す。

## 概要
員面調書は被疑者の供述を録取したものと、それ以外の者（いわゆる参考人）の供述を録取したものに大別される。いずれも、取調べによって得られた供述内容を公判において証拠として提出できるように保全することを、主要な目的として作成される。
員面調書は、次の場合に証拠能力が認められる。警察官（司法警察員、司法巡査）に対する供述調書（「警察官調書」、「員面調書」又は「巡面調書」）はこれに当たり、これを証拠として提出するためには厳格な要件が課されている。被害届などもこれに当たる。私人が録取した書面（弁護人等）も本号に該当する。 
- 供述者の死亡・心身故障・所在不明・国外滞在により、公判期日・公判準備期日に供述できないときで（供述不能）
- かつ、その供述が犯罪事実の存否の証明に欠くことができず（不可欠性）
- しかも、その供述が特に信用すべき情況においてなされたとき（絶対的特信情況）

被疑者の員面調書の内容は多彩であるが、冒頭は被疑者がどこに住むどういう人物で、どういう身分のものであるかや、大雑把な経歴、生活環境、人間関係などということが記される。続いて、被疑事実についての供述（自白の詳細又は否認の内容）が記されることとなる。自白調書であれば、最後に反省の意が記されることもある。
検察官面前調書の場合と同様、被疑者の一人称（「私」）で記され、被疑者の供述内容を警察官が整理して記述する。記述が終わり次第、員面調書用の紙に印刷してそれを被疑者に提示し、読み聞かせを行って被疑者が納得すれば本人に最低限の署名または押印をさせ（現在の実務では、署名と指印をさせ、さらに全てのページに指印させる）、完成する。